# Upton (Northamptonshire)
Upton è un villaggio e parrocchia civile dell'Inghilterra, appartenente alla contea del Northamptonshire.